# Willibald Omankowski
Josef Willibald Omankowski (seit 1939 Willibald Omansen; * 24. März 1886 in Danzig; † 5. Juli 1976 in West-Berlin) war ein deutscher Lehrer, Kulturjournalist und Dichter in Danzig, Bochum und Berlin.

## Leben
Der Vater Albert Omankowski war Volksschullehrer in Danzig. Willibald besuchte das Städtische Gymnasium und studierte anschließend am Lehrerseminar.
Danach wurde er ebenfalls Volksschullehrer.
Seit 1914 war er beim Militärdienst.
Seit 1919 arbeitete Willibald Omankowski wieder als Lehrer. Er publizierte Gedichtbände und schrieb als Kulturjournalist für die Danziger Volksstimme sowie für Zeitungen aus Berlin, Königsberg und Hamburg. Außerdem engagierte er sich sehr für das Stadttheater, besonders für dessen bauliche Erneuerung. Er war auch aktives Mitglied der Besucherorganisation Freie Volksbühne.
Seit 1924 saß Willibald Omansen im Danziger Stadtparlament für die Sozialdemokratische Partei. In dieser Zeit war er eine geachtete Persönlichkeit und galt als der bedeutendste lebende Dichter der Stadt.
1933 zog sich Willibald Omankowski nach der nationalsozialistischen Machtübernahme im Stadtparlament aus allen kultur- und kommunalpolitischen Aktivitäten zurück. Er blieb aber weiter als Lehrer tätig. Um 1938 wurde er Schulrektor. 1939 änderte er seinen Familiennamen in Omansen. Danach publizierte er wieder Gedichtbände. 1940 ließ er sich zur Wehrmacht einberufen, er kam zur Luftwaffe und wurde zuletzt Major.
1945 zog Willibald Omansen in die westlichen Besatzungszonen. 1948 wurde er Volksschulrektor in Königstein im Taunus.
In diesem Jahr holte ihn sein Danziger Journalistenkollege Erich Brost zur Westdeutschen Allgemeinen Zeitung, wo er verantwortlicher Kulturredakteur wurde.
Nach seiner Pensionierung 1953 zog Willibald Omankowski nach West-Berlin, wo er weiter für Zeitungen und das Fernsehen Kulturberichte verfasste.
Er war mit Hildegard Omankowski verheiratet und hatte einen Sohn Rudolf.

## Dichterisches Werk
Willibald Omankowski schrieb zahlreiche Gedichte und veröffentlichte sie in Zeitschriften und eigenen Gedichtsammlungen. Viele waren naturverbunden, andere beschrieben die Stadt Danzig liebevoll. Er schrieb in regelmäßigen Reimen in einer lyrischen wortgewaltigen Sprache, oft mit einem melancholischen Grundton.
Nach 1945 klangen Wehmut über die verlorene Heimat, aber auch Schmerz über die Verwundungen des Krieges mit.
Gedichtbände
- Rosen im Reif, 1912
- Die Windharfe, 1920
- Antlitz einer alten Stadt, 1924
- Fackelträger, 1925

- Nacht über Danzig, 2007, herausgegeben von Jens Stüben und Andrzej Katky, mit veröffentlichten und unveröffentlichten Gedichten und polnischen Übersetzungen